# André Étienne d'Audebert de Férussac
Baron André Étienne Justin Pascal Joseph François d'Audebert de Férussac (Chartron bij Lauzerte, 30 december 1786 - Parijs, 21 januari 1836) was een Frans natuuronderzoeker. (Twee van zijn voornamen worden soms gespeld als Juste in plaats van Justin, en d'Audibert, d'Audebard, of d'Audeberd plaats van d'Audebert.)
De Férussac werd geboren in Chartron, in de buurt van Lauzerte in de provincie Quercy (nu in de Tarn-et-Garonne), als zoon van Jean Baptiste Louis d'Audibert de Férussac en Marie Catherine Josèphe de Rozet. Hij was hoogleraar in de geografie en statistiek aan de École d'état-major in Parijs. 

## Taxa
Férussac benoemde en beschreef talloze taxa van buikpotigen, waaronder:
- Cochlodina Férussac, 1821, een geslacht van landslakken
- Helicostyla Férussac, 1821, een geslacht van landslakken

Diverse andere taxa werden naar hem genoemd, waaronder:
- Ferussaciidae Bourguignat, 1883, een landslakkenfamilie.

## Enkele werken
- Tableaux systématiques des animaux mollusques classés en familles naturelles, dans lesquels on a établi la concordance de tous les systèmes; suivis d'un prodrome général pour tous les mollusques terrestres ou fluviatiles, vivants ou fossiles, Parijs, Londen. (Bertrand, Sowerby) online versie.
- Histoire naturelle générale et particulière des mollusques terrestres et fluviatiles, (4 delen, 1819–1832), oorspronkelijk begonnen door zijn vader en later voltooid door Gérard Paul Deshayes.
- Histoire naturelle générale et particulière des céphalopodes acétabulifères (Paris, 1834-5), later bewerkt en voltooid door d'Orbigny.

Vanaf 1822 was hij ook de redacteur van het Bulletin général et universel des annonces et des nouvelles Scientifiques.

## Enkele soorten van de Férussac

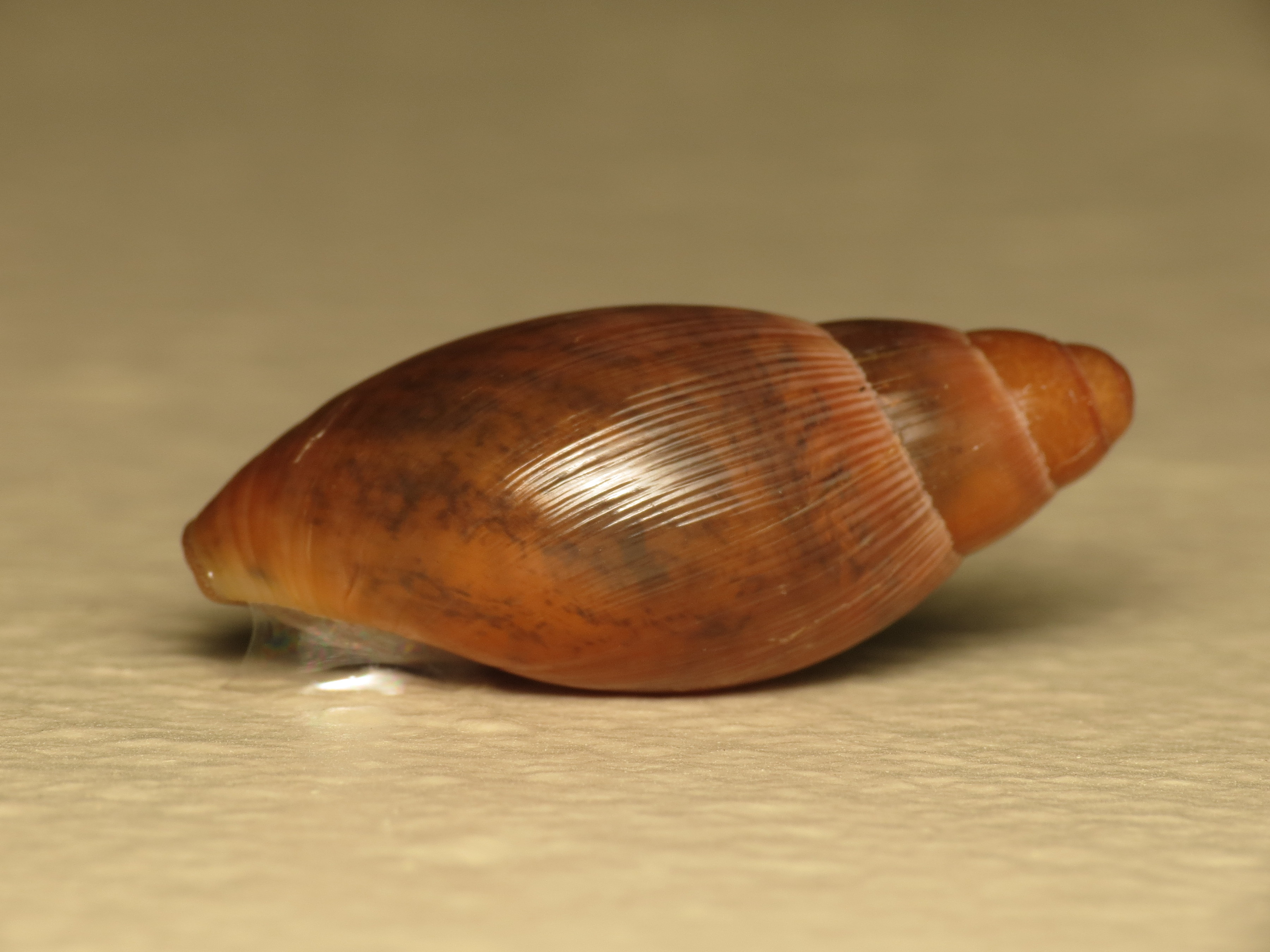
Euglandina rosea
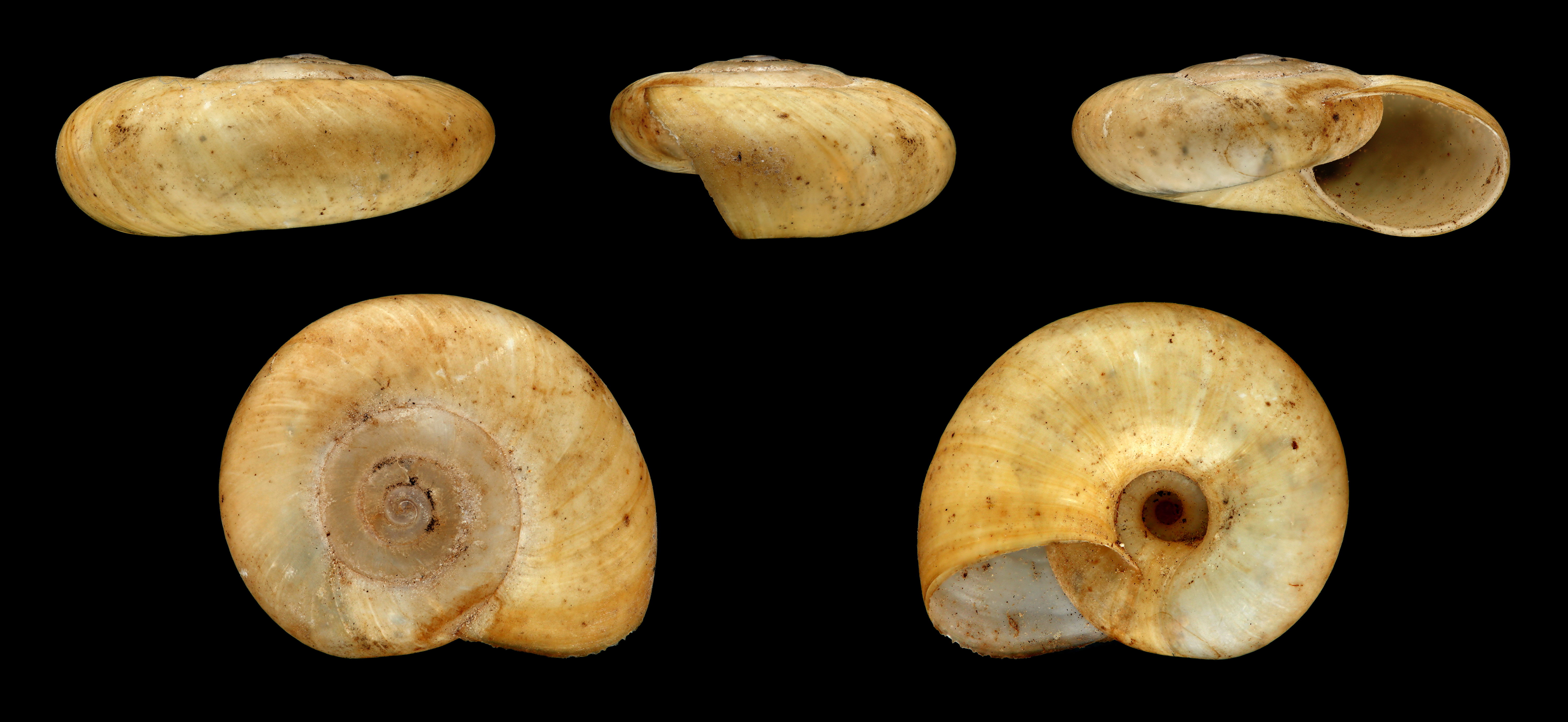
Eopolita protensa
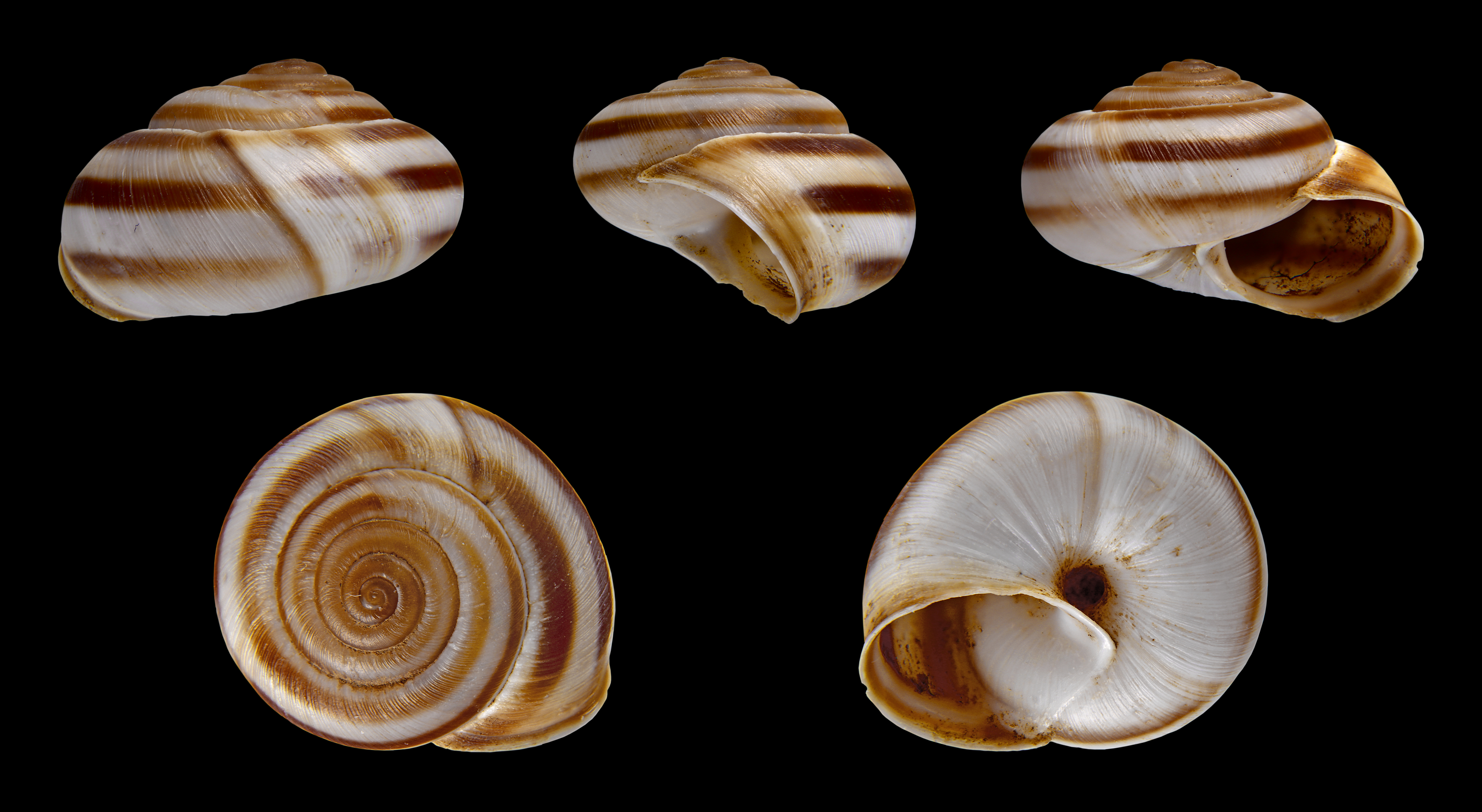
Metafruticicola lecta
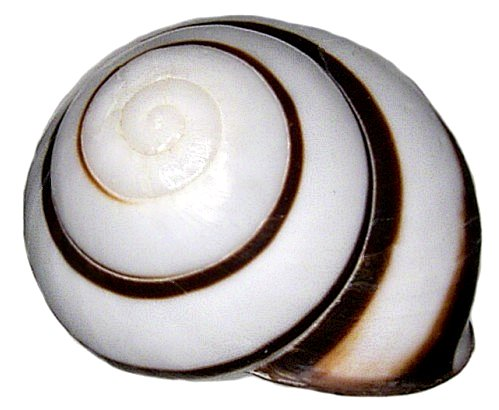
Helicostyla mirabilis
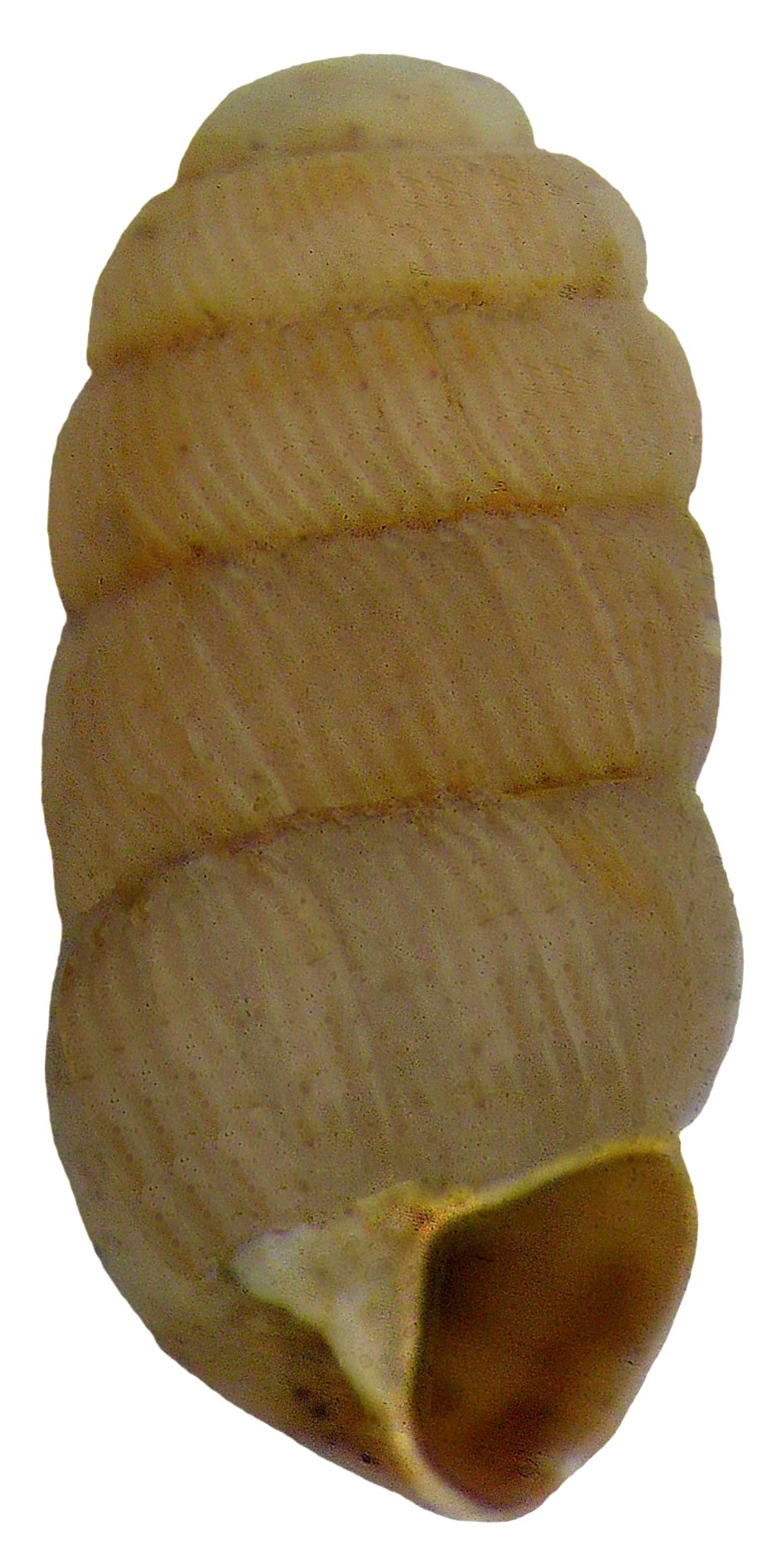
Truncatellina cylindrica
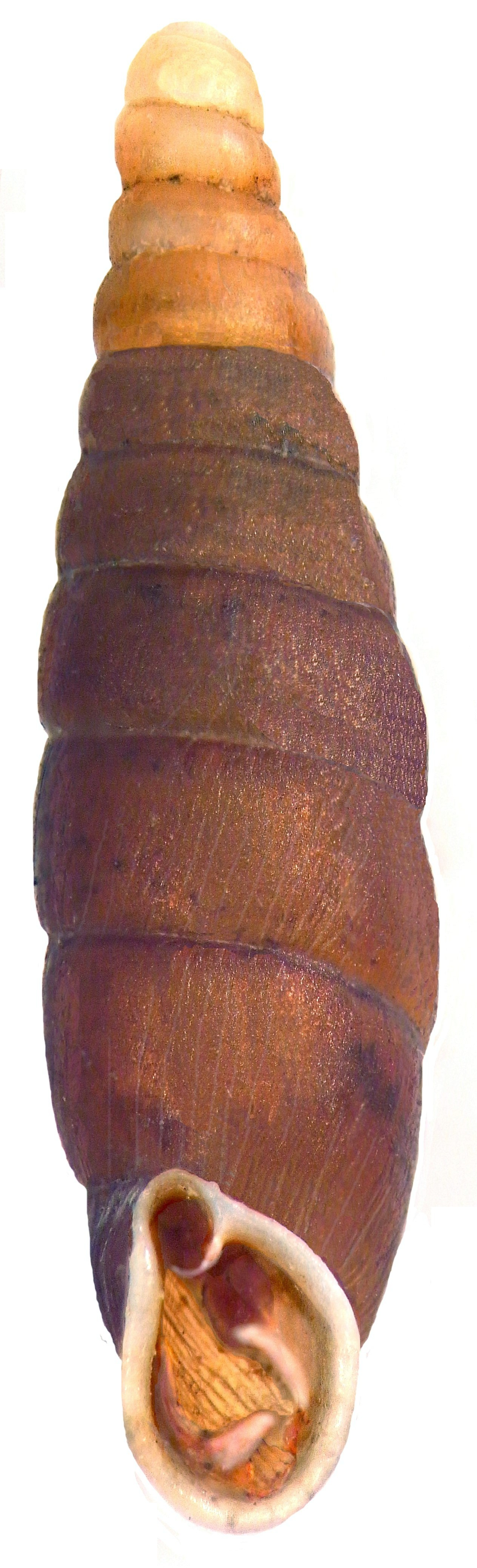
Clausilia parvula
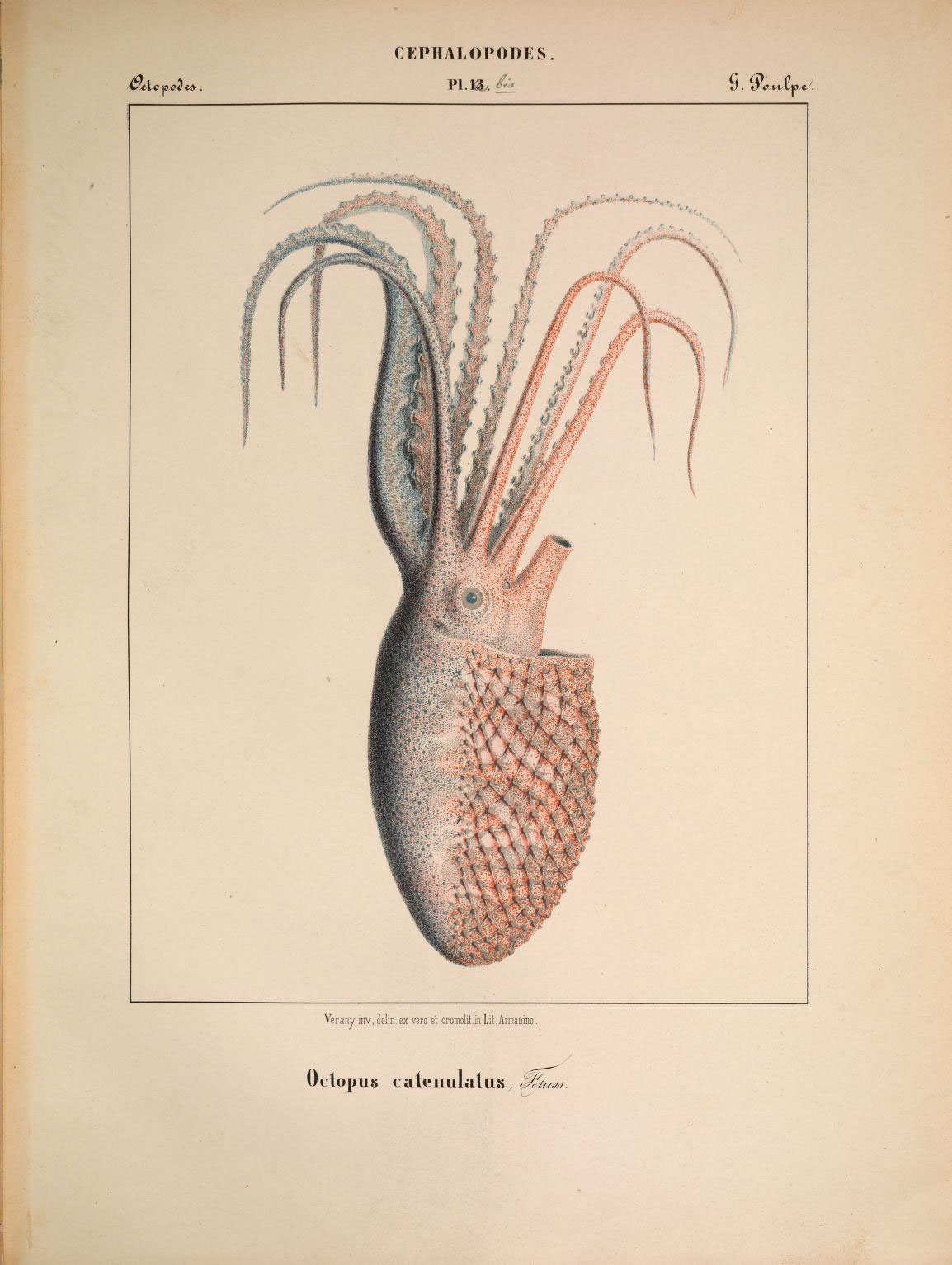
Ocythoe tuberculata
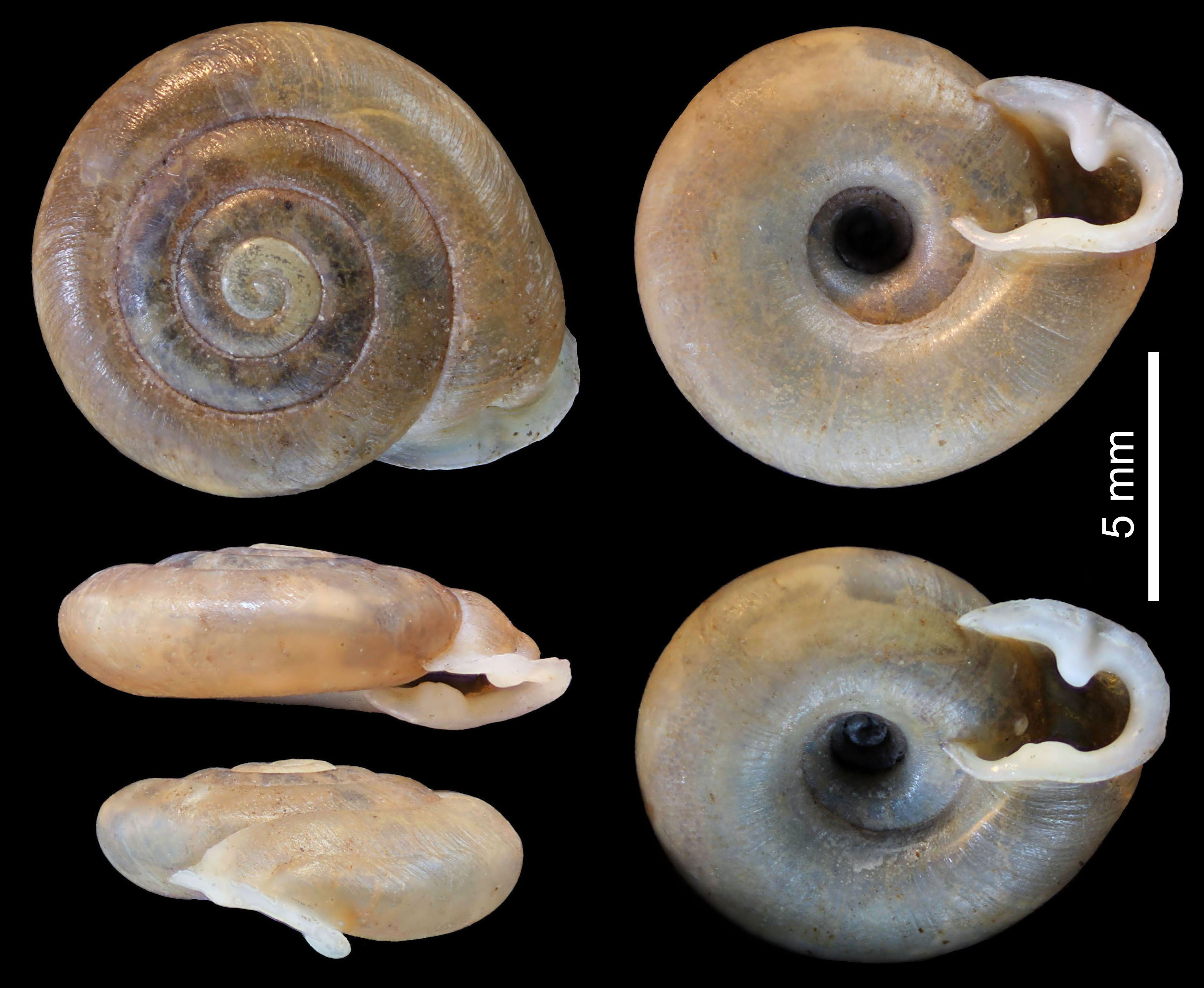
Soosia diodonta

- Biblioteca Nacional de España: XX1223669
- Bibliothèque nationale de France: cb125510206 (data)
- Author citation (botany): Férussac
- Catàleg d'autoritats de noms i títols de Catalunya: 981058519483606706
- Stuttgart Database of Scientific Illustrators 1450–1950: 6823
- Gemeinsame Normdatei: 104123176
- International Standard Name Identifier: 0000 0001 0797 325X
- Library of Congress Control Number: n88132537
- Base Léonore: LH//70/24
- Nationale Bibliotheek van Polen: a0000002236649
- Nederlandse Thesaurus van Auteursnamen: 070614423
- SNAC: w6gf2kk2
- Système universitaire de documentation: 034793526
- Virtual International Authority File: 15200055
- WorldCat: E39PBJf8rfyWQtVTRbxhg9tR8C